# Pareiorhina brachyrhyncha
Pareiorhina brachyrhyncha är en fiskart som beskrevs av Chamon, Aranda och Buckup 2005. Pareiorhina brachyrhyncha ingår i släktet Pareiorhina och familjen Loricariidae. Inga underarter finns listade i Catalogue of Life.